# Eusparassus
Eusparassus — рід павуків родини Sparassidae підряду аранеоморфні (Araneomorphae). Рід поширений в Африці,  Європі,  Азії та Перу. 

## Види
Перелік видів згідно з The World Spider Catalog, Version 12.5:
- Eusparassus barbarus Lucas, 1846 — Алжир
- Eusparassus bicorniger Pocock, 1898 — Єгипет, Ефіопія, Східна Африка
- Eusparassus concolor Caporiacco, 1939 — Ефіопія
- Eusparassus cornipalpis Strand, 1906 — Ефіопія
- Eusparassus dufouri Simon, 1932 — Західне Середземномор'я 
  - Eusparassus dufouri atlanticus Simon, 1909 — Марокко
  - Eusparassus dufouri maximus Strand, 1906 — Алжир, Туніс
- Eusparassus flavovittatus Caporiacco, 1935 — Каракорум
- Eusparassus fulviclypeus Strand, 1906 — Ефіопія
- Eusparassus fuscimanus Denis, 1958 — Афганістан
- Eusparassus laterifuscus Strand, 1908 — Мадагаскар
- Eusparassus letourneuxi Simon, 1874 — Алжир, Туніс
- Eusparassus levantinus Urones, 2006 — Іспанія
- Eusparassus lilus Strand, 1907 — Ява
- Eusparassus nanjianensis Hu & Fu, 1985 — Китай
- Eusparassus nigrichelis Strand, 1906 — Ефіопія
- Eusparassus oculatus Kroneberg, 1875 — Центральна Азія
- Eusparassus oraniensis Lucas, 1846 — Північна Африка
- Eusparassus palystiformis Strand, 1907 — Південна Африка
- Eusparassus pontii Caporiacco, 1935 — Каракорум
- Eusparassus potanini Simon, 1895 — Китай
- Eusparassus quinquedentatus Strand, 1906 — Західна Африка
- Eusparassus rufobrunneus Caporiacco, 1941 — Ефіопія
- Eusparassus sexdentatus Strand, 1906 — Західна Африка
- Eusparassus shefteli Chamberlin, 1916 — Західна Африка
- Eusparassus subadultus Strand, 1906 — Ефіопія
- Eusparassus syrticus Simon, 1909 — Алжир, Туніс
- Eusparassus ubae Strand, 1906 — Східна Африка
- Eusparassus walckenaeri Audouin, 1826 — Східне Середземномор'я до Афганістану